# Bolnisi
Bolnisi (en georgiano: ბოლნისი; en azerí: Qəmərli) es una ciudad de Georgia ubicada en el sur de la región de Baja Iberia, siendo la capital del municipio homónimo. Bolnisi es el centro de la eparquía homónima de la iglesia ortodoxa georgiana, la más antigua de Georgia.

## Geografía
Bolnisi se encuentra en medio del río Mashavera, a 64 kilómetros de Tiflis. 

### Clima
El clima de Bolnisi es similar al siguiente:
| Parámetros climáticos promedio de Bolnisi (1981–2010) | Parámetros climáticos promedio de Bolnisi (1981–2010) | Parámetros climáticos promedio de Bolnisi (1981–2010) | Parámetros climáticos promedio de Bolnisi (1981–2010) | Parámetros climáticos promedio de Bolnisi (1981–2010) | Parámetros climáticos promedio de Bolnisi (1981–2010) | Parámetros climáticos promedio de Bolnisi (1981–2010) | Parámetros climáticos promedio de Bolnisi (1981–2010) | Parámetros climáticos promedio de Bolnisi (1981–2010) | Parámetros climáticos promedio de Bolnisi (1981–2010) | Parámetros climáticos promedio de Bolnisi (1981–2010) | Parámetros climáticos promedio de Bolnisi (1981–2010) | Parámetros climáticos promedio de Bolnisi (1981–2010) | Parámetros climáticos promedio de Bolnisi (1981–2010) |
| Mes                                                   | Ene.                                                  | Feb.                                                  | Mar.                                                  | Abr.                                                  | May.                                                  | Jun.                                                  | Jul.                                                  | Ago.                                                  | Sep.                                                  | Oct.                                                  | Nov.                                                  | Dic.                                                  | Anual                                                 |
| ----------------------------------------------------- | ----------------------------------------------------- | ----------------------------------------------------- | ----------------------------------------------------- | ----------------------------------------------------- | ----------------------------------------------------- | ----------------------------------------------------- | ----------------------------------------------------- | ----------------------------------------------------- | ----------------------------------------------------- | ----------------------------------------------------- | ----------------------------------------------------- | ----------------------------------------------------- | ----------------------------------------------------- |
| Temp. máx. abs. (°C)                                  | 20.2                                                  | 21.8                                                  | 27.7                                                  | 35.0                                                  | 32.6                                                  | 36.2                                                  | 39.0                                                  | 39.0                                                  | 36.8                                                  | 31.0                                                  | 26.5                                                  | 22.2                                                  | 39.0                                                  |
| Temp. máx. media (°C)                                 | 6.8                                                   | 7.7                                                   | 12.2                                                  | 17.9                                                  | 22.2                                                  | 27.1                                                  | 30.6                                                  | 30.3                                                  | 25.6                                                  | 18.8                                                  | 12.3                                                  | 7.9                                                   | 18.3                                                  |
| Temp. media (°C)                                      | 1.8                                                   | 2.6                                                   | 6.6                                                   | 12.2                                                  | 16.4                                                  | 21.0                                                  | 24.5                                                  | 24.2                                                  | 19.7                                                  | 13.7                                                  | 7.5                                                   | 3.2                                                   | 12.8                                                  |
| Temp. mín. media (°C)                                 | -2.0                                                  | -1.4                                                  | 2.1                                                   | 7.2                                                   | 11.1                                                  | 15.4                                                  | 18.8                                                  | 18.6                                                  | 14.4                                                  | 9.2                                                   | 3.5                                                   | -0.5                                                  | 8.1                                                   |
| Temp. mín. abs. (°C)                                  | -14.8                                                 | -13.5                                                 | -9.0                                                  | -6.3                                                  | 0.6                                                   | 6.0                                                   | 9.6                                                   | 9.0                                                   | 4.5                                                   | -1.5                                                  | -6.0                                                  | -14.4                                                 | -14.8                                                 |
| Precipitación total (mm)                              | 17.1                                                  | 26.2                                                  | 42.1                                                  | 64.3                                                  | 78.5                                                  | 66.6                                                  | 32.3                                                  | 34.9                                                  | 38.5                                                  | 50.5                                                  | 35.1                                                  | 20.9                                                  | 512.3                                                 |
| Fuente: World Meteorological Organization             |                                                       |                                                       |                                                       |                                                       |                                                       |                                                       |                                                       |                                                       |                                                       |                                                       |                                                       |                                                       |                                                       |

## Historia
Bolnisi ha sido durante mucho tiempo la sede de un obispo o arzobispo, y es la sede de la estructura cristiana más antigua de Georgia, la catedral de Bolnisi.
Bolnisi fue colonizada por 95 familias de colonos alemanes de pietistas radicales de Suabia en 1818, mientras formaba parte de la gobernación de Georgia del Imperio ruso. A la llegada de los colonos alemanes, la ciudad pasó a llamarse Yekaterinenfeld (en ruso: Екатериненфельд; en alemán: Katharinenfeld) en honor a la hermana del zar Alejandro I, Yekaterina Pávlovna, que estaba casada con el rey de Württemberg. Unos ocho años más tarde, Yekaterinenfeld fue saqueada por lo que se describió como "tártaros", que incendiaron la colonia alemana y masacraron a muchos de sus habitantes. A principios del siglo XX, Yekaterinenfeld tenía una población principalmente alemana y rusa de 2332 habitantes.
Después de la Revolución rusa y la sovietización de Georgia en 1921, Yekaterinenfeld pasó a llamarse con el mismo nombre a Luxemburg-Gruzinski (en ruso: Люксембург-Грузинский) por la reconocida comunista alemana Rosa Luxemburgo. A principios de la década de 1930, se organizó la granja colectiva Khlebopashets. En los mismos años, una escuela de vinificación y un colegio pedagógico funcionaron en el pueblo.
En 1941, de acuerdo con la insensible política de Stalin sobre los grupos étnicos, todos los alemanes residentes en Luxemburgo que no estaban casados con personas de etnia georgiana fueron deportados a Siberia y Kazajistán. El 3 de abril de 1943, la ciudad finalmente pasó a llamarse Bolnisi, que permaneció sin cambios después de la caída de la Unión Soviética. La torre de la iglesia evangélica fue demolida por prisioneros de guerra alemanes después de la Segunda Guerra Mundial, y la iglesia se convirtió en un polideportivo. 
El 31 de diciembre de 1967, el asentamiento de Bolnisi recibió el estatus de ciudad. En 1980 se construyó la red de abastecimiento de agua de la ciudad.
Se informó que un campo de aviación cerca de la ciudad fue bombardeado por Rusia el 8 de agosto de 2008, durante la guerra ruso-georgiana. Actualmente hay planes para construir un nuevo polideportivo y reconstruir la torre de la iglesia alemana.

## Demografía
La evolución demográfica de Bolnisi entre 1926 y 2014 fue la siguiente:
| 5658                                            | 7137 | 12 420 | 11 504 | 12 442 | 15 047 | 9944 | 8967 |
| (Fuente: Population of Georgia in Soviet times) |      |        |        |        |        |      |      |

Su población era de 8967 en 2014, con el 90% de la población son georgianos.
|              | 1939      | 1939       | 2014      | 2014       |
| Grupo étnico | Población | Porcentaje | Población | Porcentaje |
| ------------ | --------- | ---------- | --------- | ---------- |
| Georgianos   | 304       | 4,3%       | 7979      | 88,98%     |
| Rusos        | 516       | 7,2%       | 60        | 0,67%      |
| Ucranianos   | 516       | 7,2%       | 15        | 0,17%      |
| Armenios     | 1109      | 15,5%      | 777       | 8,67%      |
| Azeríes      | 705       | 9,9%       | 36        | 0,40%      |
| Griegos      | 68        | 1%         | 77        | 0,86%      |
| Osetios      | 9         | 0,1%       | 27        | 0,30%      |
| Asirios      | 6         | 0,1%       | 1         | 0,01%      |
| Judíos       | 10        | 0,1%       | 1         | 0,01%      |
| Alemanes     | 4299      | 60,2%      | -         | -          |
| Lezguinos    | 21        | 0,3%       | -         | -          |
| Kurdos       | 4         | 0,1%       | -         | -          |
| Total        | 7137      | 100%       | 8967      | 100%       |

Hasta los años 40 del siglo XX, el principal grupo étnico eran los alemanes de Georgia.

## Economía
Las principales ocupaciones de los colonos alemanes fueron la viticultura, la horticultura, la fruticultura y la ganadería. Al mismo tiempo, se construyeron canales de riego, drenaje subterráneo y riego en Yekaterinenfeld, así como fábricas de vino, coñac y queso, y fábricas de cuero y muebles. La economía contemporánea de la ciudad es principalmente agraria con las notables excepciones de una bodega, una cervecería y una mina de oro en el pueblo cercano de Kazreti.

## Infraestructura

### Lugares de interés
La catedral de Bolnisi es una iglesia tipo basílica de tres naves data del siglo V d. C. y presenta algunos elementos paganos en su mampostería. Las inscripciones de la iglesia de Bolnisi, talladas a finales del siglo V, son uno de los especímenes más antiguos de escritura georgiana. Una de sus inscripciones contiene la cruz de Bolnisi, que se ha convertido en un símbolo de Georgia.
El museo de Bolnisi, inaugurado en 2020, muestra algunos hallazgos del sitio arqueológico cercano de Dmanisi, que se encuentra en la lista provisional de sitios del Patrimonio mundial de la UNESCO, para la "colección más rica y completa de restos indiscutibles de Homo temprano fuera de África". Comenzando con estos homínidos de Dmanisi, la exhibición también cubre la mina de oro de Sakdrisi y contiene una exposición sobre los colonos alemanes en cuatro salas. El edificio del museo fue diseñado por Gaga Kiknadze y el concepto de la exposición fue desarrollado por Lina López. El Museo de Bolnisi fue nominado para los premios Museo Europeo del Año en 2021.
Todavía quedan restos del pasado alemán en Bolnisi. Un pequeño cementerio y una placa reconocen la influencia alemana en el pueblo. Una pequeña calle llamada Calle del molino tiene muestras de la arquitectura alemana del siglo XIX y algunos letreros en alemán que datan de principios del siglo XX.

### Transporte
Hay una estación de tren en Bolnisi en la línea Marneuli-Kazreti.

## Cultura

### Deporte
Si bien era una colonia alemana dentro del Imperio ruso, Bolnisi tenía equipos de ciclismo, gimnasta y fútbol en el siglo XIX.
El FC Sioni Bolnisi, un club de fútbol fundado en 1936, juega en el estadio Tamaz Stepania y fueron campeones de liga una vez en 2006.

## Galería

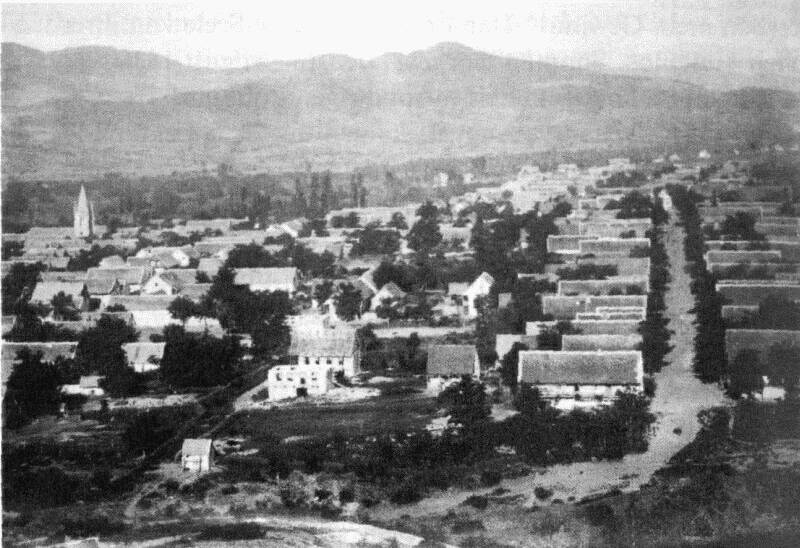
Katharinenfeld en 1941
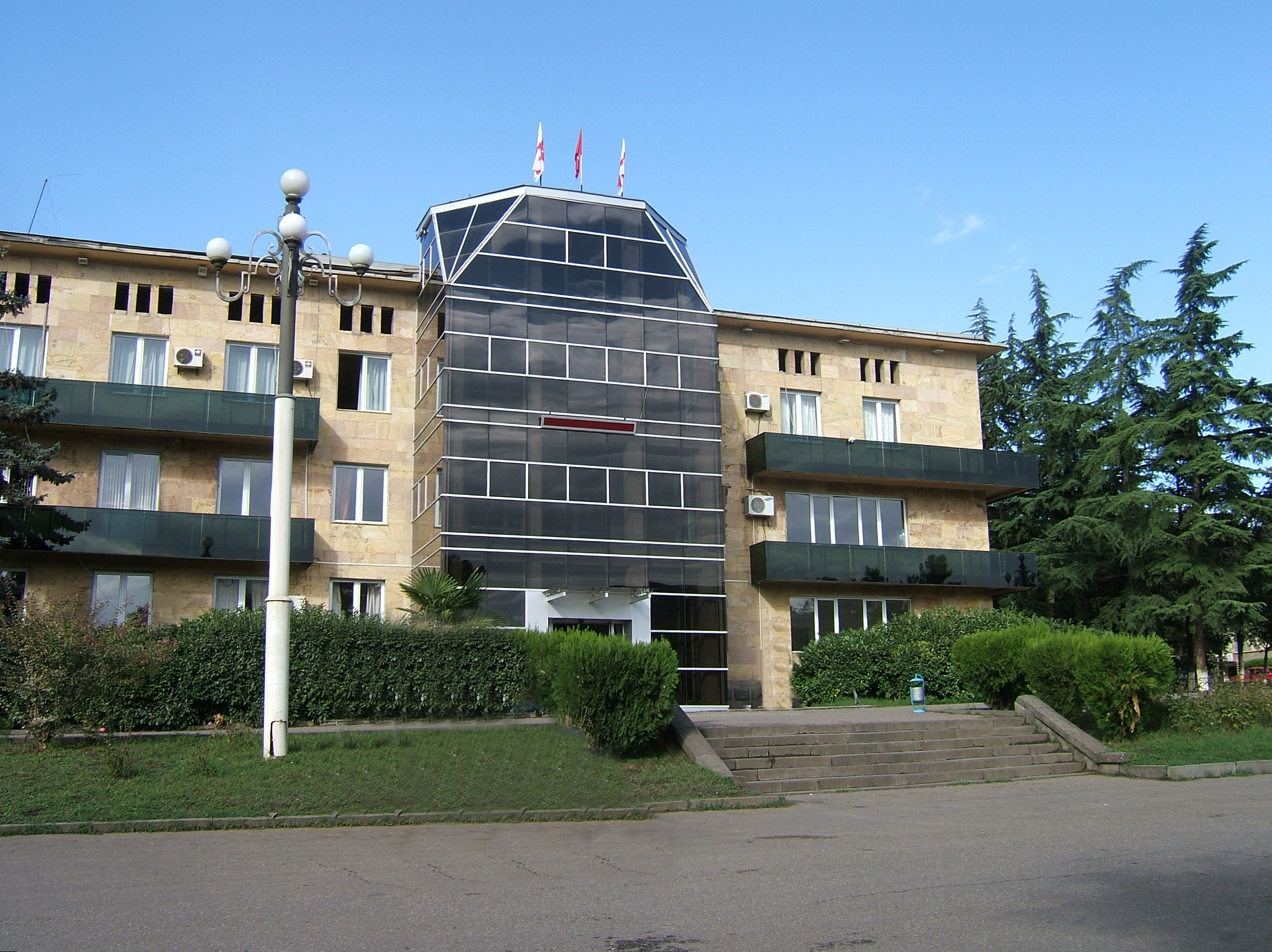
Ayuntamiento de Bolnisi
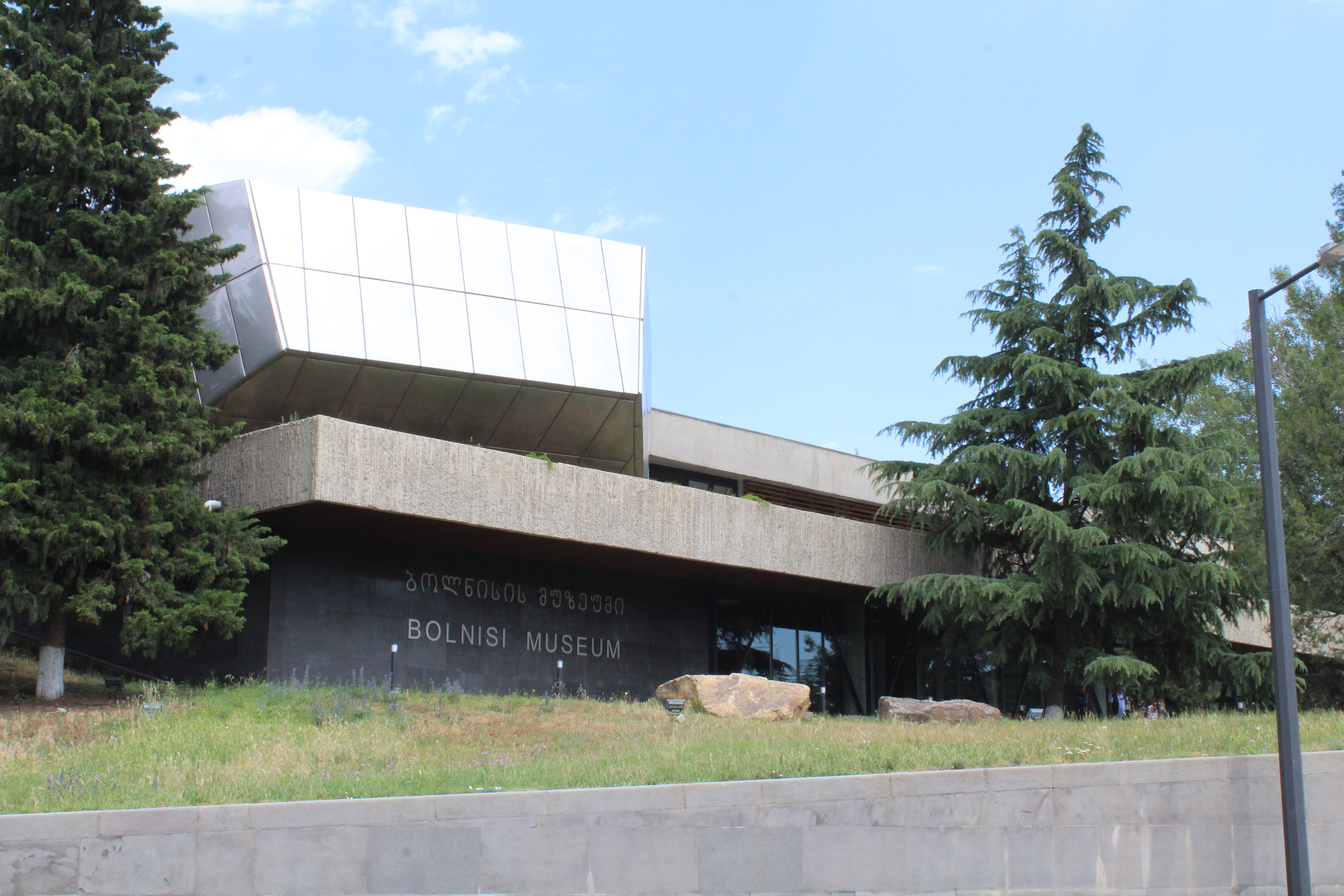
Museo de Bolnisi
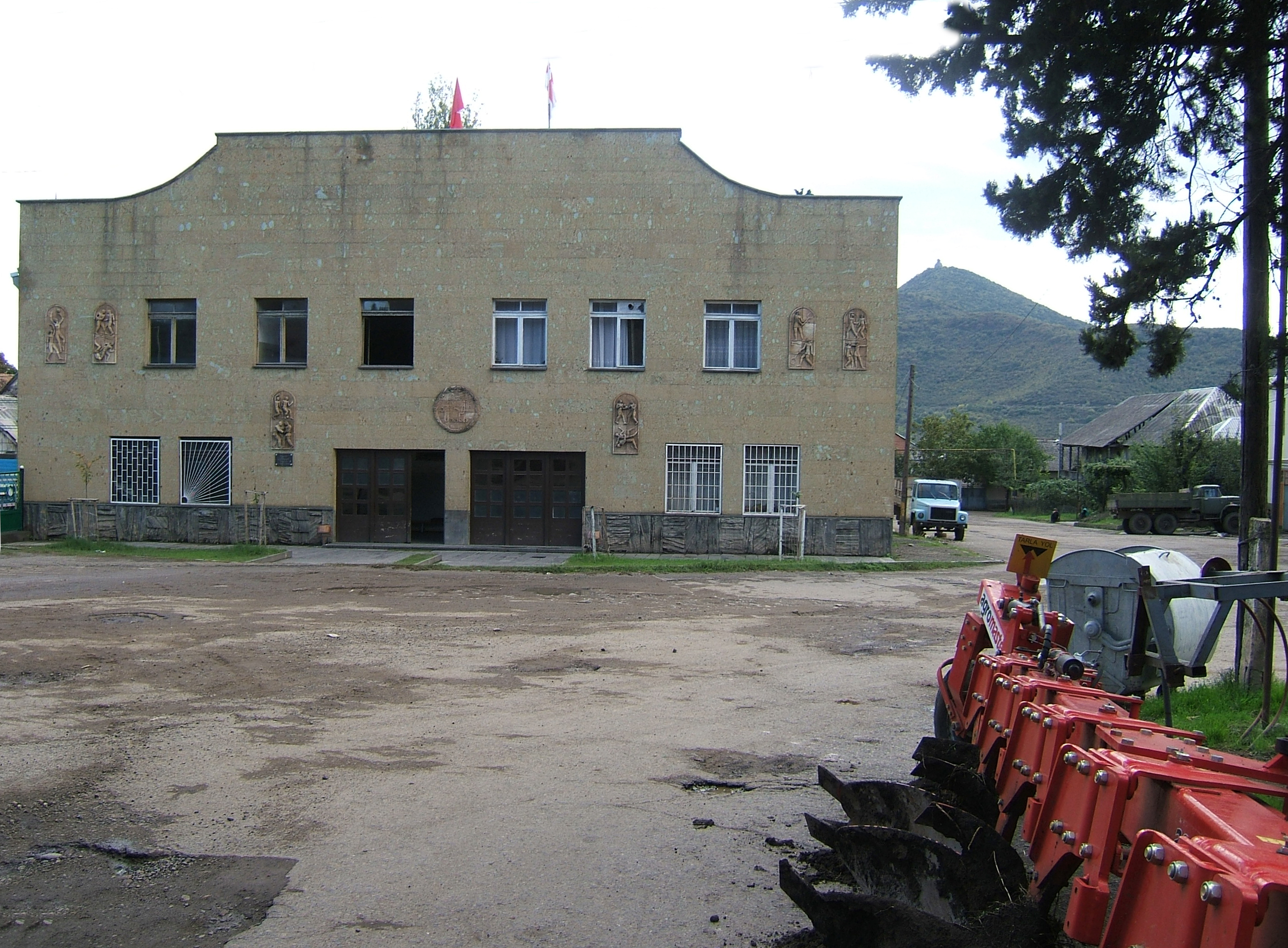
Antigua iglesia de Katharinenfeld
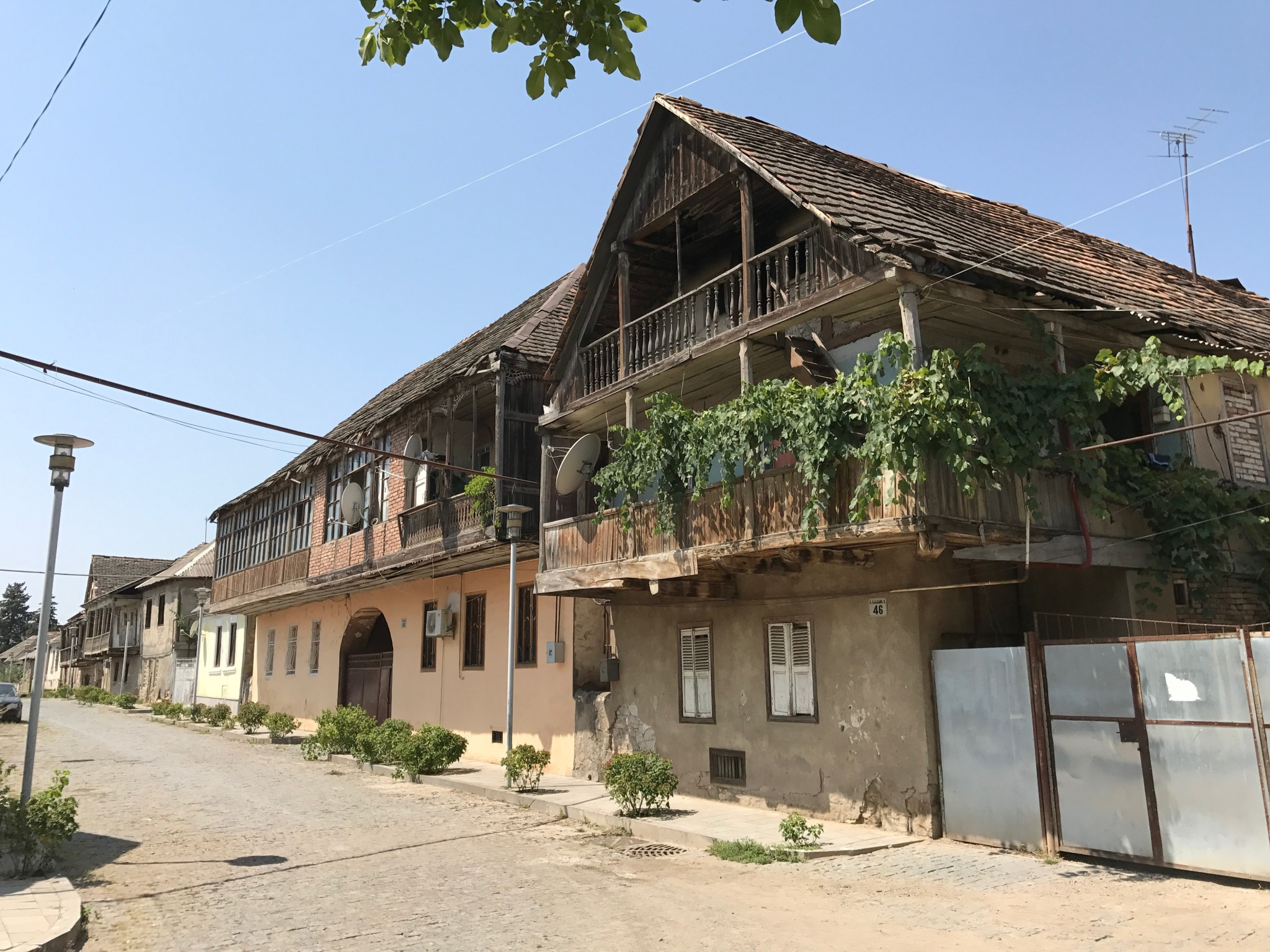
Casa alemanas de Bolnisi
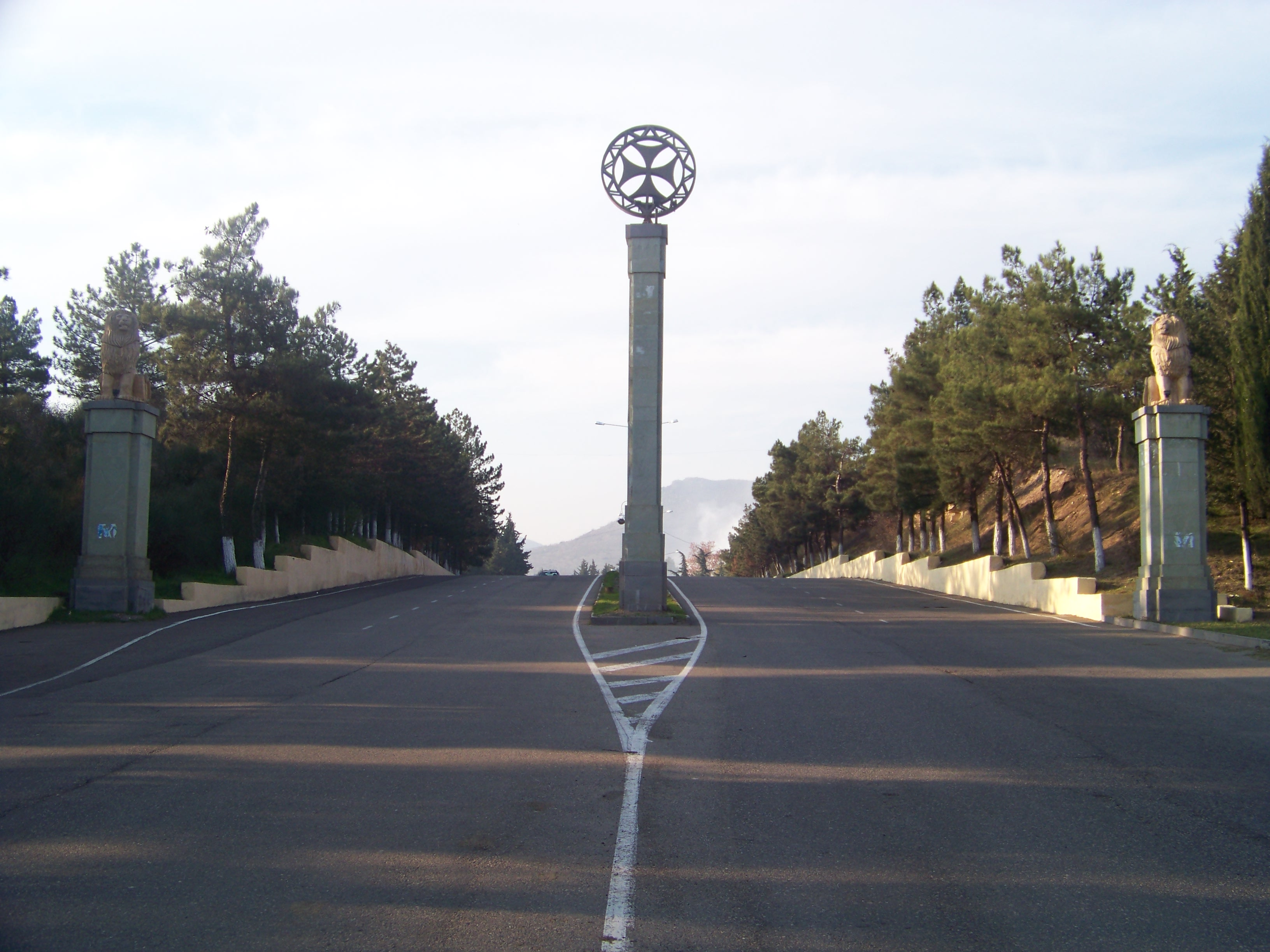
Entrada sur de Bolnisi